# Андрій Парех
Андрій Парех (нар. 20 вересня 1971) — американський кінооператор і телережисер українського походження.

## Раннє життя
Парех народився в Кембриджі, штат Массачусетс, має українське та індійське походження.  Парех навчався в середній школі в Міннесоті в школі Блейка та відвідував Карлтонський коледж, який закінчив у 1995 році з основним дипломом соціології/антропології та додатковою спеціалізацією в медіадослідженнях.   Він продовжив вивчати операторське мистецтво в Школі мистецтв Тіша при Нью-Йоркському університеті (МЗС, 2001) і кіношколі FAMU у Празі .  Під час навчання в Нью-Йоркському університеті його номінували на премію Eastman Excellence in Cinematography у 1998 році.  У 2001 році він отримав почесну відзнаку від Американського товариства кінематографістів у категорії «Heritage Award». 

## Кар'єра
Зараз він живе та працює в Нью-Йорку, знімає повнометражні картини та музичні кліпи, зокрема працює для таких виконавців, як MGMT ( Electric Feel ) або The Killers ( Spaceman ).  У 2004 році журнал Filmmaker Magazine назвав його одним із «25 нових облич інді-фільмів» і включив його до списку «Десяти кінематографістів, на яких варто звернути увагу» за версією Variety .   Нещодавно його запросили приєднатися до Американського товариства кінематографістів .
20 вересня 2020 року на 72-й церемонії вручення премії «Еммі» його було оголошено лауреатом премії «Еммі» того року за найкращу режисуру драматичного серіалу за його роботу « Полювання », епізод найкращого драматичного серіалу того року « Спадкоємці» .  Нещодавно він підписав контракт з HBO. 

## Фільмографія

### Режисер
Короткометражний фільм
- Мертві півні (2002)
- Зимове весілля (2004)

Серіали
| Рік       | Назва                 | Епізод(и)                                    |
| --------- | --------------------- | -------------------------------------------- |
| 2018–2023 | Спадкоємці            | "Which Side Are You On?"                     |
| 2018–2023 | Спадкоємці            | "Vaulter"                                    |
| 2018–2023 | Спадкоємці            | "Hunting"                                    |
| 2018–2023 | Спадкоємці            | "What it Takes"                              |
| 2018–2023 | Спадкоємці            | "Kill List"                                  |
| 2018–2023 | Спадкоємці            | "America Decides"                            |
| 2019      | Вартові               | "If You Don't Like My Story, Write Your Own" |
| 2020      | Прекрасний новий світ | "Monogamy & Futility" (Part 1 and Part 2)    |
| 2024      | Дім дракона           | "Smallfolk"                                  |

### Кінооператор

#### Фільми
| Рік  | Назва                      | Режисер               | Примітки      |
| ---- | -------------------------- | --------------------- | ------------- |
| 2004 | Speak                      | Jessica Sharzer       |               |
| 2004 | Messengers                 | Philip Farha          |               |
| 2006 | Half Nelson                | Ryan Fleck            |               |
| 2006 | The Treatment              | Oren Rudavsky         |               |
| 2006 | Fish Dreams                | Kirill Mikhanovsky    |               |
| 2006 | The Favor                  | Eva Aridjis           |               |
| 2007 | Noise                      | Henry Bean            |               |
| 2008 | Sugar                      | Anna Boden Ryan Fleck |               |
| 2008 | August                     | Austin Chick          |               |
| 2008 | The Toe Tactic             | Emily Hubley          |               |
| 2009 | Cold Souls                 | Sophie Barthes        | Also producer |
| 2010 | Blue Valentine             | Derek Cianfrance      |               |
| 2010 | It's Kind of a Funny Story | Anna Boden Ryan Fleck |               |
| 2011 | Dark Horse                 | Todd Solondz          |               |
| 2012 | Greetings from Tim Buckley | Daniel Algrant        |               |
| 2014 | Madame Bovary              | Sophie Barthes        |               |
| 2015 | Mississippi Grind          | Anna Boden Ryan Fleck |               |
| 2017 | The Zookeeper's Wife       | Niki Caro             |               |
| 2018 | The Catcher Was a Spy      | Ben Lewin             |               |
| 2021 | Naked Singularity          | Chase Palmer          |               |
| 2023 | The Pod Generation         | Sophie Barthes        |               |
| 2025 | Roofman                    | Derek Cianfrance      |               |

#### Телебачення
Документальні серіали
| Рік       | Назва                                      | Режисер                                                             | Епізод(и)         |
| --------- | ------------------------------------------ | ------------------------------------------------------------------- | ----------------- |
| 2006      | Psychic Detectives                         | Джил Руссел                                                         | "A Mother's Plea" |
| 2006-2007 | Mystery Diagnosis                          |                                                                     | "Eaten Alive"     |
| 2006-2007 | Mystery Diagnosis                          | "The Man with Rocks in His Chest"                                   |                   |
| 2006-2007 | Mystery Diagnosis                          | "The Man Who Turned Orange" (Also credited as "associate producer") |                   |
| 2008      | The Power of Dreams - Dream the Impossible | Джо Берлінгер                                                       |                   |

Документальні фільми
| Рік  | Назва                                           | Режисер       | Примітки                                                               |
| ---- | ----------------------------------------------- | ------------- | ---------------------------------------------------------------------- |
| 2008 | The Art of Failure: Chuck Connelly Not for Sale | Джефф Стіммел | З Атанасіо ДіФеліче, Девідом Фордом, Робом Форлензою та Базою Віноград |

Телесеріали
| Рік  | Назва          | Режисер      | Епізоди                         |
| ---- | -------------- | ------------ | ------------------------------- |
| 2017 | 13 причин чому | Том Маккарті | "Tape 1 Side A"                 |
| 2017 | 13 причин чому | Том Маккарті | "Tape 1 Side B"                 |
| 2018 | Спадкоємці     | Адам Маккей  | "Celebration"                   |
| 2018 | Спадкоємці     | Марк Милод   | "Sh*t Show at the F**k Factory" |
| 2018 | Спадкоємці     | Марк Милод   | "Lifeboats"                     |

Міні-серіали
| Рік  | Назва             | Режисер        | Примітки                                          |
| ---- | ----------------- | -------------- | ------------------------------------------------- |
| 2015 | Покажи мені героя | Пол Хаггіс     |                                                   |
| 2019 | Сторожі           | Ніколь Касселл | Епізод « Настало літо, і у нас закінчується лід » |
| 2021 | Сцени з весілля   | Агай Леві      |                                                   |